# Blizianka
Blizianka is een plaats in het Poolse district  Strzyżowski, woiwodschap Subkarpaten. De plaats maakt deel uit van de gemeente Niebylec en telt 180 inwoners.